# Дивизия морской пехоты США
Дивизия морской пехоты — высшее тактическое соединение наземных сил Корпуса морской пехоты США. Предназначена для ведения морских десантных операций при поддержке авиационного крыла морской пехоты (Marine Aircraft Wing) и группы тылового обслуживания морской пехоты (Marine Logistics Group). В ОШС дивизии входят управление (штаб и штабной батальон), три пехотных полка, артиллерийский полк, отдельные батальоны (танковый (до 2021 г.), механизированный разведывательный, разведывательный, амфибийно-штурмовой и инженерно-сапёрный батальоны). Штатная численность дивизии насчитывает до 25000 человек личного состава.

## Список дивизий
В настоящее время в Корпусе морской пехоты США есть три дивизии постоянной готовности и одна дивизия запаса:
- 1-я дивизия морской пехоты — база морской пехоты Кэмп-Пендлтон (Сан-Диего, штат Калифорния)
- 2-я дивизия морской пехоты — база морской пехоты Кэмп-Лежен (Джэксонвилл, штат Северная Каролина)
- 3-я дивизия морской пехоты — база морской пехоты Кэмп-Кортни (Урума, префектура Окинава, Япония)
- 4-я дивизия морской пехоты — кадрированная дивизия запаса КМП США (Новый Орлеан, штат Луизиана)

## Организационно-штатная структура

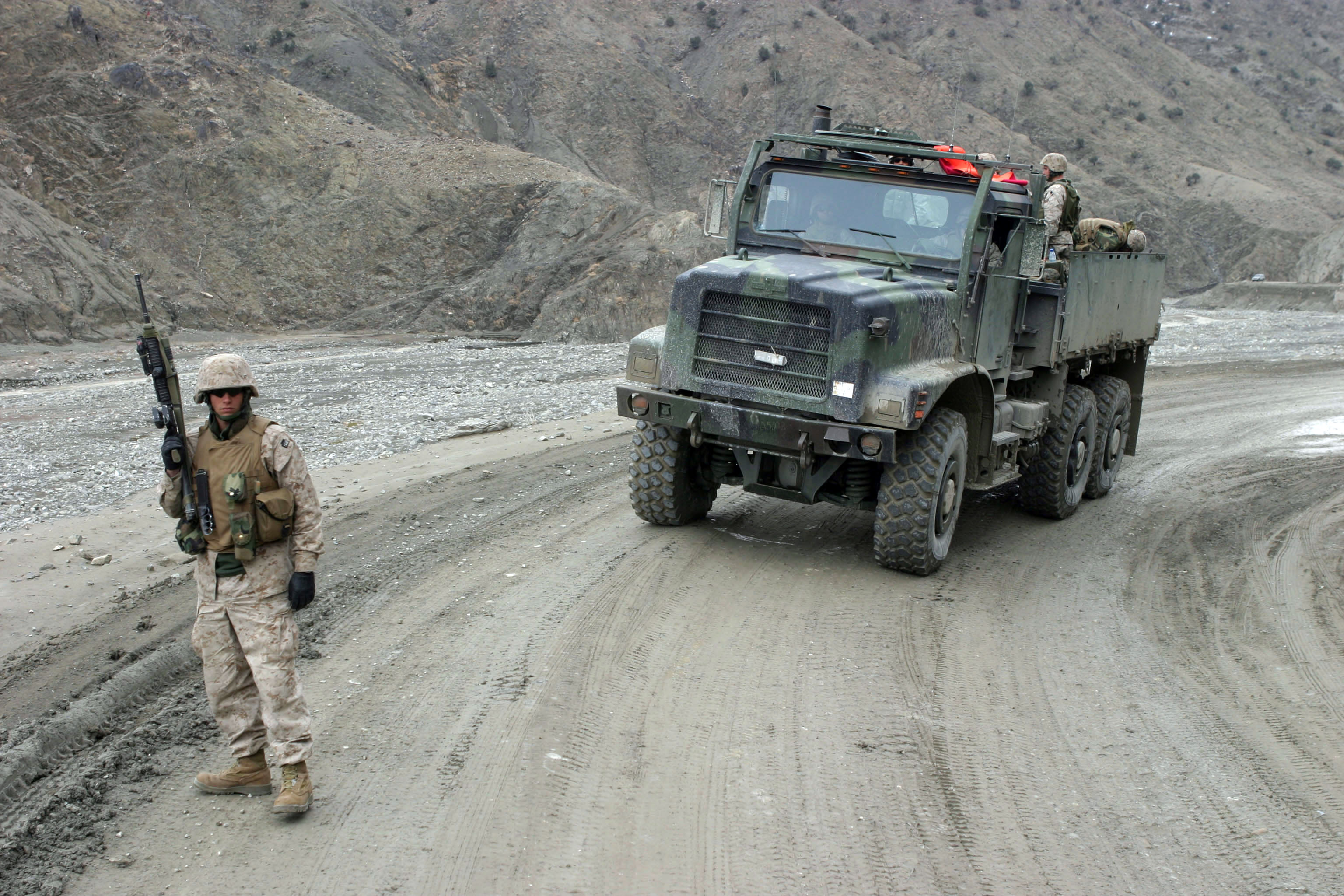
Морпех 3-го полка морской пехоты на перевале Хоуст-Гардез рядом с грузовиком MTVR, Афганистан (30 декабря 2004).

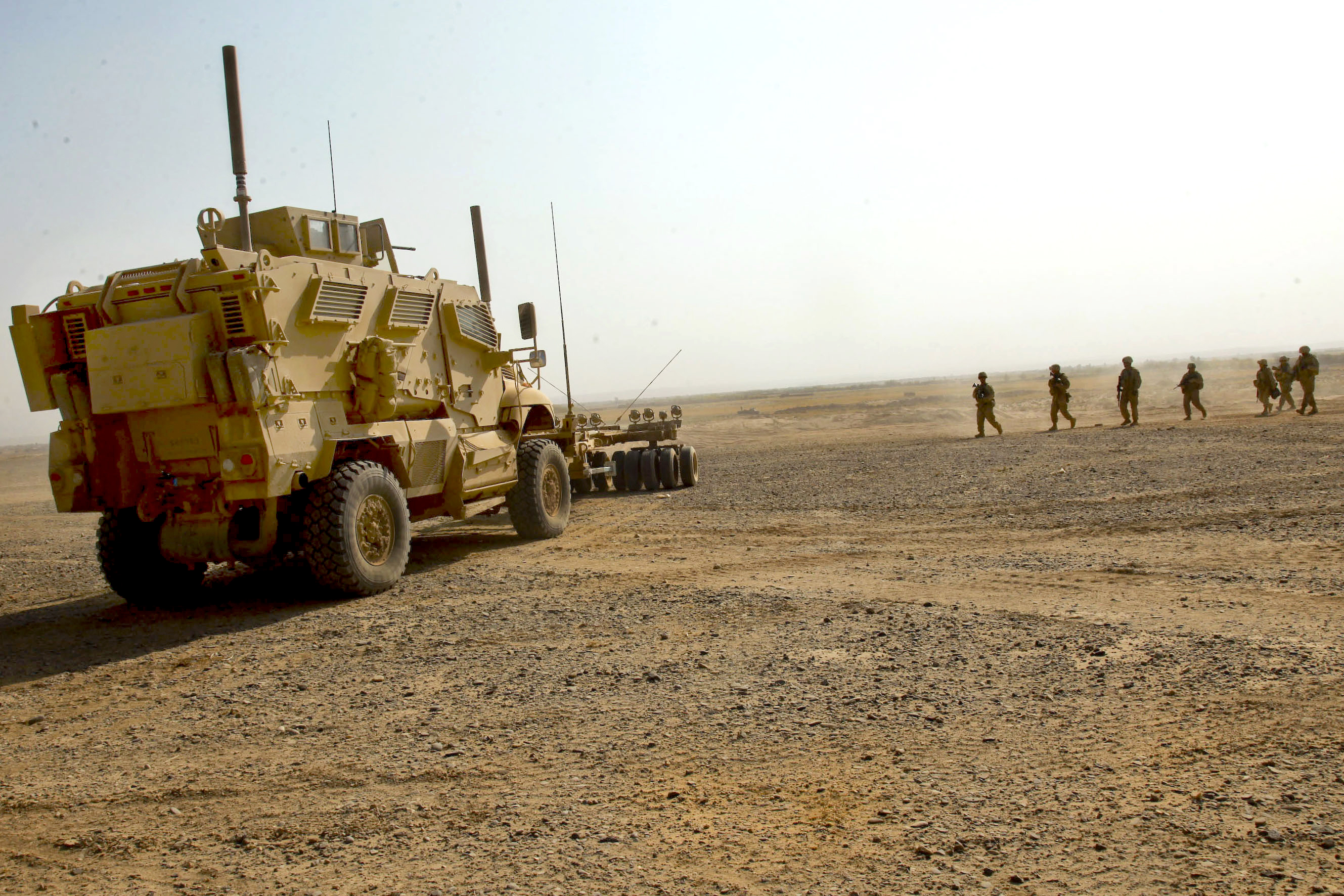
Морские пехотинцы США 1-го батальона 5-го полка морской пехоты исследуют район для будущих строительных проектов в районе Нава в провинции Гильменд, Афганистан, 28 октября 2009 года.

Организационно-штатная структура ДМП включает:
- управление (Headquarters and Headquarters Battalion);
- три пехотных полка (Infantry Regiment);
- артиллерийский полк (Artillery Regiment);
- отдельный танковый батальон (Tank Battalion);
- отдельный амфибийно-штурмовой батальон (Assault Amphibian Battalion);
- отдельный инженерно-сапёрный батальон (Combat Engineer Battalion);
- отдельный разведывательный батальон (Reconnaissance Battalion);
- отдельный механизированный разведывательный батальон (Light Armored Reconnaissance Battalion).

В 3-й дивизии вместо трёх — два пехотных полка. Также вместо ашб и ордб имеется отдельный штурмовой батальон (Assault Battalion) с амфибийно-штурмовой и разведывательной ротами. Также отсутствует танковый батальон. В 1-й дивизии два механизированных разведывательных батальона, вместо одного.

## Подразделения

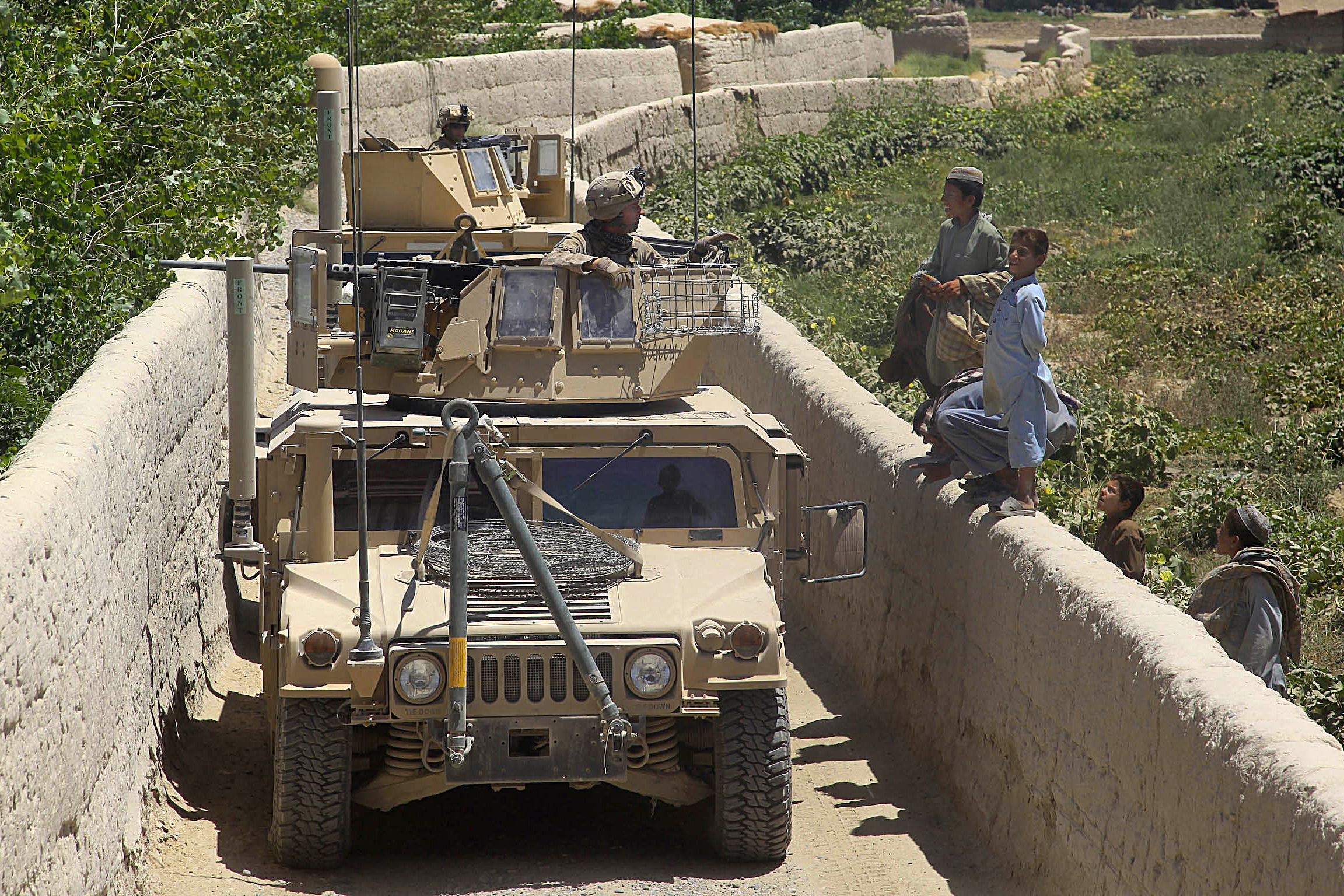
Морпехи роты «браво» 1-го батальона 5-го полка морской пехоты. 7 августа 2009 года.

### Штабной батальон
Штабной батальон предназначен для обеспечения деятельности штаба дивизии, ведения разведки в интересах командования дивизии, организации связи штаба с частями дивизии, охраны командных пунктов и обслуживания штаба.
Штабной батальон включает в себя:
- управление (Headquarters and Service Company)
- оркестр (Division Band)
- группа защищённой спецсвязи (Special Security Communication Team)
- автотранспортная рота (Truck Company)
- рота связи (Communication Company)
- команда прямого обеспечения (×3) (Direct Support Team)

### Пехотный полк
Пехотный полк (до 5000 чел. л/с) включает в себя:
- управление
- пехотный батальон (×3)
- в 3-й дивизии имеется также штурмовая рота в одном из полков

Каждый пехотный батальон включает в себя:
- управление (Headquarters and Service Company)
- стрелковая рота (×3) (Rifle Company)
- рота оружия (Weapons Company)

В каждой роте оружия: управление роты (Company Headquarters), секция управления огнём (Fire Direction Section), миномётный взвод (8 отделений с 81-мм миномётом в 2 секциях), противотанковый взвод (8 отделений в 2 секциях с TOW и 2 отделения с Javelin) и пулемётный взвод (три секции с крупнокалиберным пулемётом М2)
В стрелковой роте находится управление роты (Company Headquarters), 3 стрелковых взвода (Rifle Platoon) и взвод оружия (Weapons Platoon). В стрелковом взводе: управление (Platoon Headquarters), 3 отделения (Rifle Squad), в каждом из которых 3 огневые команды (Rifle Fire Team). Взвод оружия состоит из управления, миномётной секции с 3 отделениями, штурмовой секции с 3 отделениями, пулемётной секции (Machine Gun Section) с 3 отделениями, в каждом из которых 2 пулемётные команды (Machine Gun Team).

### Артиллерийский полк

Морские пехотинцы батареи «Альфа», 1-го дивизиона 12-го артполка 3-й дивизии морской пехоты стреляют из 155-мм гаубицы М777А2 на учениях Ssang Yong в Республике Кореи 17 апреля 2013 года.

Артиллерийский полк состоит из штаба дивизиона (Battalion Headquarters), 2 артиллерийских дивизионов в 10-м артиллерийском полку, 3 артиллерийских и одного реактивного артиллерийского дивизиона в 11-м артиллерийском полку и одного артиллерийского дивизиона в 12-м артиллерийском полку. В каждом дивизионе от 3 до 5 батарей (каждая по 2 огневых взвода, 4 секций обеспечения и штаба), в каждой батарее по шесть 155-мм гаубиц M777A2. Батарея разделена на два пушечных взвода по 3 гаубицы. Реактивный артиллерийский дивизион (реадн) состоит из 4 батарей по 6 реактивных установок HIMARS в каждой. Реактивная батарея разделена на 2 огневых взвода по 3 РСЗО. Каждый полк оснащен контрбатарейным радиолокационным взводом, который способен обнаруживать вражеские средства непрямого огня в пределах сектора дивизии.
Задача штабной батареи состоит в том, чтобы предоставить командиру полка средства для эффективного управления артиллерийским полком, координинации огня других вспомогательных родов войск. 
Штаб дивизиона состоит из:
- S-1 (S-1 Section)
- S-3 (S-3 Section)
  - Секция управления огнём (Fire Direction Section)
  - Секция датчиков (Sensors Section)
  - Секция связи артиллерийского огня (Naval Gunfire Liaison Section)
  - Секция связи (Liaison Section)
  - Секция артиллерийской разведки (Intelligence Section)
- Взвод обеспечения (Service Platoon)
- Взвод связи (Communication Platoon)

### Отдельный танковый батальон

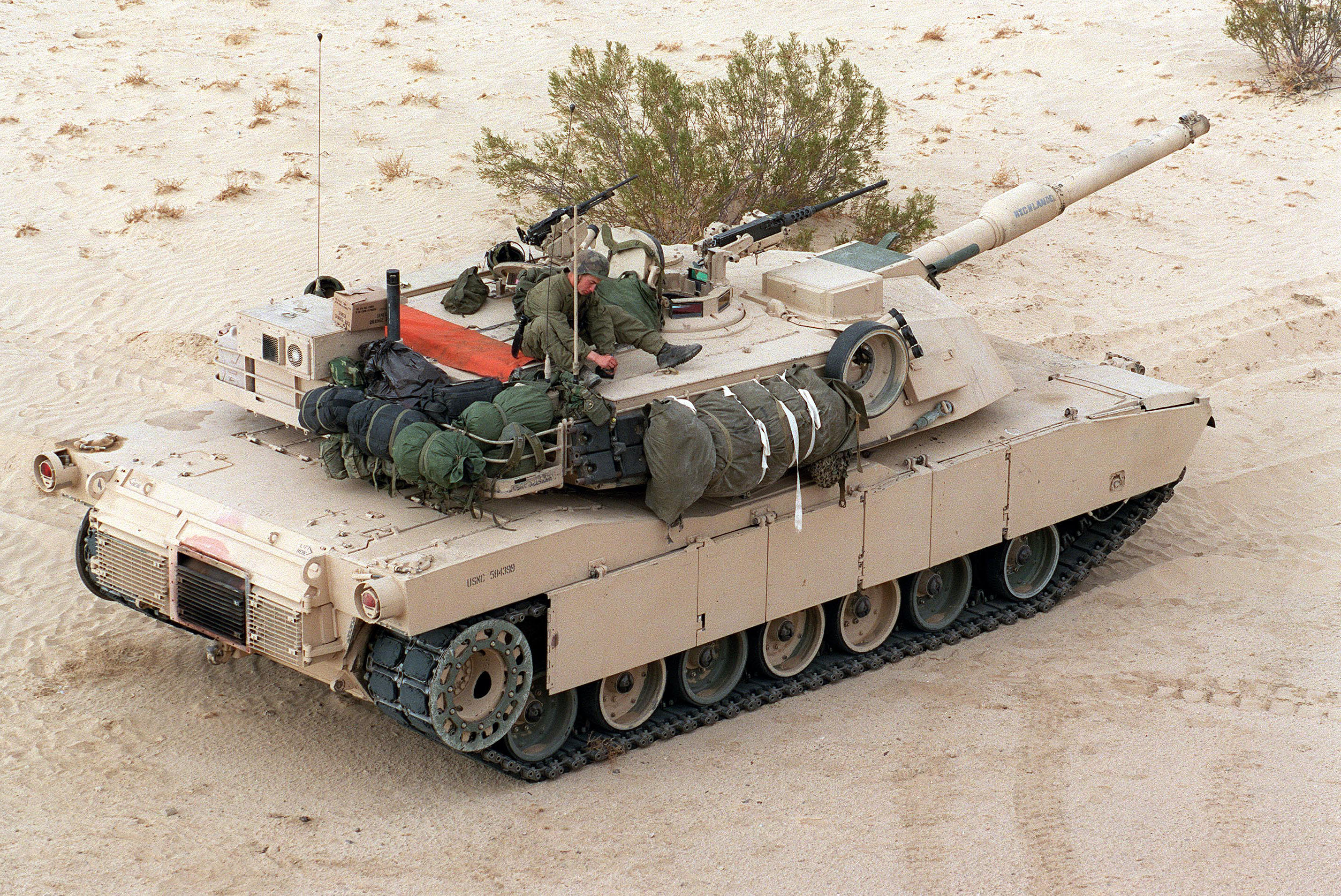
Танк М1А1 «Абрамс» 2-го танкового батальона во время учений на военной базе «29 Пальм», Калифорния. 1 февраля 2000 года.

Танковый батальон состоит из:
- управление (Headquarters and Service Company)
  - штабная рота (Company Headquarters)
  - штаб батальона (Battalion Headquarters)
  - S-1
  - S-2
  - S-3
  - S-4
  - Взвод связи (Communication Platoon)
  - Противотанковый взвод (Antitank Platoon)
  - Скаутский взвод (Scout Platoon)
- 2—4 танковые роты (14[1] ед. М1А1 Abrams) (×4 в 1-й дмп и ×2 в 2-й дмп) (Tank Company)

Отб является ударной силой дивизии при захвате укреплённых плацдармов и подавлении живой силы противника.
В противотанковом взводе 2 секции по 4 отделения. В скаутском взводе 2 секции по 2 отделения. В танковой роте: управление (Company Headquarters), 3 танковых взвода, ремонтно-восстановительный взвод (Maintenance Platoon) и секция операций (Operations Section)
C 2021 года все танковые батальоны КМП были ликвидированы.

### Отдельный разведывательный батальон
Отдельный разведывательный батальон (до 450 чел. л/с) включает в себя:
- управление
- разведывательная рота (×3) (Reconnaissance Company)
- усиленная разведывательная рота (Force Reconnaissance Company)

Все четыре разведроты состоят из 4 взводов (Reconnaissance Platoon) и управления роты (Company Headquarters Section).
Штабная рота имеет следующий вид:
- управление роты
- штаб батальона
- S-1
- S-2
- S-3
- S-4
- S-6
- подготовка кадров
- секция амфибийного оснащения
- секция ныряльщиков
- секция парашютного ремонта
- секция снабжения
- автотранспортная секция
- артиллерийская секция
- медицинская секция
- капелланская секция

Батальон предназначен для ведения войсковой разведки в районах высадки десанта и обеспечения разведывательной информацией командования дивизией.
Батальон способен выделить для рекогносцировки местности в районе ответственности дивизии до 48 моторизованных разведгрупп по четыре бойца-разведчика в каждой.

Морские пехотинцы США с полком тылового обеспечения во время операции «Динамическое партнёрство» в провинции Гильменд, Афганистан, 13 февраля 2013 года.

### Отдельный механизированный разведывательный батальон
Отдельный механизированный разведывательный батальон состоит из:
- управление
- разведывательная рота (×4)

| Разведывательная рота состоит из - управления, - разведывательный взвод (×3) (Light Armored Reconnaissance Platoon) - разведывательне отделение (×2) - скаутская команда (×2) (Scout Team) - противотанковая секция (Antitank Section) - противотанковая команда (×2) (Antitank Team) - миномётная секция (Mortar Section) - отделение (×2) (81-мм миномёт) - секция тылового обеспечения (Logistic Section) - скаутская секция (Scout Section). Разведывательный взвод состоит из 2 отделений, каждая из которых состоит из 2 скаутских команд. | Штабная рота состоит из: - управление роты - штаб батальона - S-1 - S-2 - S-3 - S-4 - взвод связи - капелланская секция - медицинский взвод - ремонтно-восстановительный взвод (Maintenance Platoon) - автотранспортный взвод |

### Отдельный амфибийно-штурмовой батальон
В состав 1-й и 3-й дмп, кроме пехотных и разведывательных батальонов, также включены по одному т. н. амфибийному штурмовому батальону на плавающих машинах десанта AAV (LVT-7), основной задачей которых является высадка на побережье с УДК первой волны десанта с лёгким вооружением, захват и удержание плацдарма высадки до подхода основных сил дивизии морским или воздушным путём.
ОШС включает в себя:
- управление (Headquarters and Service Company)
- амфибийно-штурмовая рота (×4) (Assault Amphibian Company)

Амфибийно-штурмовая рота состоит:
- управление (Headquarters Platoon)
- ремонтная секция (Maintenance Section)
- секция операций (Operations Section)
- секция управления и контроля (Command and Control Section)
- амфибийно-штурмовой взвод (×3) (Assault Amphibian Platoon)

Управление:
- S-1
- S-2
- S-3
- S-4
- S-6
- взвод основного обеспечения (General Support Platoon)
- мобильный / контрмобильный взвод (Mobility / Countermobility Platoon)

### Отдельный инженерно-сапёрный батальон
Отдельный инженерно-сапёрный батальон состоит из:
- Штаб и рота обслуживания (Headquarters and Service Company)
  - штаб роты обслуживания
  - штаб 1-го инженерно-сапёрного батальона
  - S-1 (отдел кадров)
  - S-2 (отдел разведки)
  - S-3 (отдел операций и подготовки)
  - S-4 (отдел логистики)
  - взвод связи
  - медицинская секция
  - капеланская секция
- Рота A (усиленная) (Company A (rein))
  - Штаб роты
  - 3 инженерно-сапёрных взвода
- Рота B (усиленная) (Company B (rein))
  - Штаб роты
  - 3 инженерно-сапёрных взвода
- Рота C (усиленная) (Company C (rein))
  - Штаб роты
  - 3 инженерно-сапёрных взвода
- Мобильная штурмовая рота (Mobility Assault Company)
  - штаб роты
  - взвод очистки маршрутов
  - взвод штурмовых мостов (M1074 JAB)
  - взвод штурмовых сапёров (M1150 ABV)
- Рота инженерной поддержки (Engineer Support Company)
  - штаб роты
  - инженерно-строительный взвод
  - автотранспортный взвод
  - взвод электрогенерации

Рота инженерной поддержки состоит из управления роты, инженерно-строительного взвода (Equipment Platoon), автотранспортного взвода (Motor Transport Platoon), взвода электрогенерации (Utilities Platoon). Инженерно-сапёрная рота состоит из управления и 3 инженерно-сапёрных взводов.
Мобильная штурмовая рота состоит из управления, взвода очистки маршрутов (Route Clearance Platoon), взвода штурмовых мостов (Assault Bridging Platoon), взвода штурмовых сапёров (Assault Breaching Platoon).